# Blessac
Blessac är en kommun i departementet Creuse i regionen Nouvelle-Aquitaine i de centrala delarna av Frankrike. Kommunen ligger i kantonen Aubusson som tillhör arrondissementet Aubusson. År 2022 hade Blessac 532 invånare.

## Befolkningsutveckling
Antalet invånare i kommunen Blessac
Referens:INSEE